# Митюково (Чухломский район)
Митюково — деревня в Чухломском муниципальном районе Костромской области России. Входит в состав Повалихинского сельского поселения

## География
Находится в северной части Костромской области на расстоянии приблизительно 17 километров на восток-северо-восток по прямой от города Чухлома, административного центра района у речки Ножига.

## История
В XVIII веке принадлежала князю В. М. Долгорукову. В 1907 году учтено было 19 дворов.

## Население
Постоянное население составляло 46 человек (1897 год), 35 (1907), 5 в 2002 году (русские 100 %), 0 в 2022.